# 吉田敏昭
吉田 敏昭（よしだ としあき、1950年または1951年 - ）は、日本の地方公務員（技術公務員）。大阪府住宅まちづくり部長、大阪建築防災センター理事長を歴任。瑞宝小綬章受章者。

## 人物・経歴
大阪府出身。神戸大学工学部建築学科卒。1974年 (昭和49年) ４月 大阪府採用。泉北ニュータウン、府立高校の新設工事、府営住宅の建て替え工事を経験。1997年 (平成9年) ４月 企画調整部企画室主幹、1998年４月 建築都市部住宅まちづくり政策課参事、2002年４月 同政策課長、2003年４月 建築都市部副理事兼住宅まちづくり政策課長、2005年４月 建築都市部住宅経営室、2006年４月 住宅まちづくり部技監を経て、住宅まちづくり部長。同職を最終に2011年 大阪府庁退職。同年から2012年 一般財団法人大阪住宅センター特別顧問・理事、2013年 一般財団法人大阪建築防災センター理事長、2014年 近畿建築確認検査協会会長。

## 栄典
2021年4月 令和3年春の叙勲で瑞宝小綬章を受章。